# Chaudebonne
Chaudebonne är en kommun i departementet Drôme i regionen Auvergne-Rhône-Alpes i sydöstra Frankrike. Kommunen ligger i kantonen Nyons som tillhör arrondissementet Nyons. År 2022 hade Chaudebonne 60 invånare.

## Befolkningsutveckling
Antalet invånare i kommunen Chaudebonne
Referens:INSEE